# Église Saint-Martin d'Asse
L'église Saint-Martin (en néerlandais: Sint-Martinuskerk) est une église de style gothique située sur le territoire de la commune belge d'Asse, dans la province du Brabant flamand.
L'église possède un transept et une tour de croisée du début du XIIIe siècle, une nef de la fin du XIIIe siècle ainsi qu'un chœur et un portail sud du début du XVe siècle. Certaines parties remontent à l'époque romane : des parties de la tour romane d'origine, une fenêtre du transept sud et une porte murée dans le transept-nord,.

## Localisation
L'église se dresse au point le plus haut de la commune et forme ainsi un repère dans le paysage. Elle borde le côté nord de la place de l'église (Kerkplein en néerlandais) créée là ou se trouvait le cimetière paroissial, supprimé en 1944 et transformé aujourd'hui en partie en parking et en partie en zone verte.

## Historique

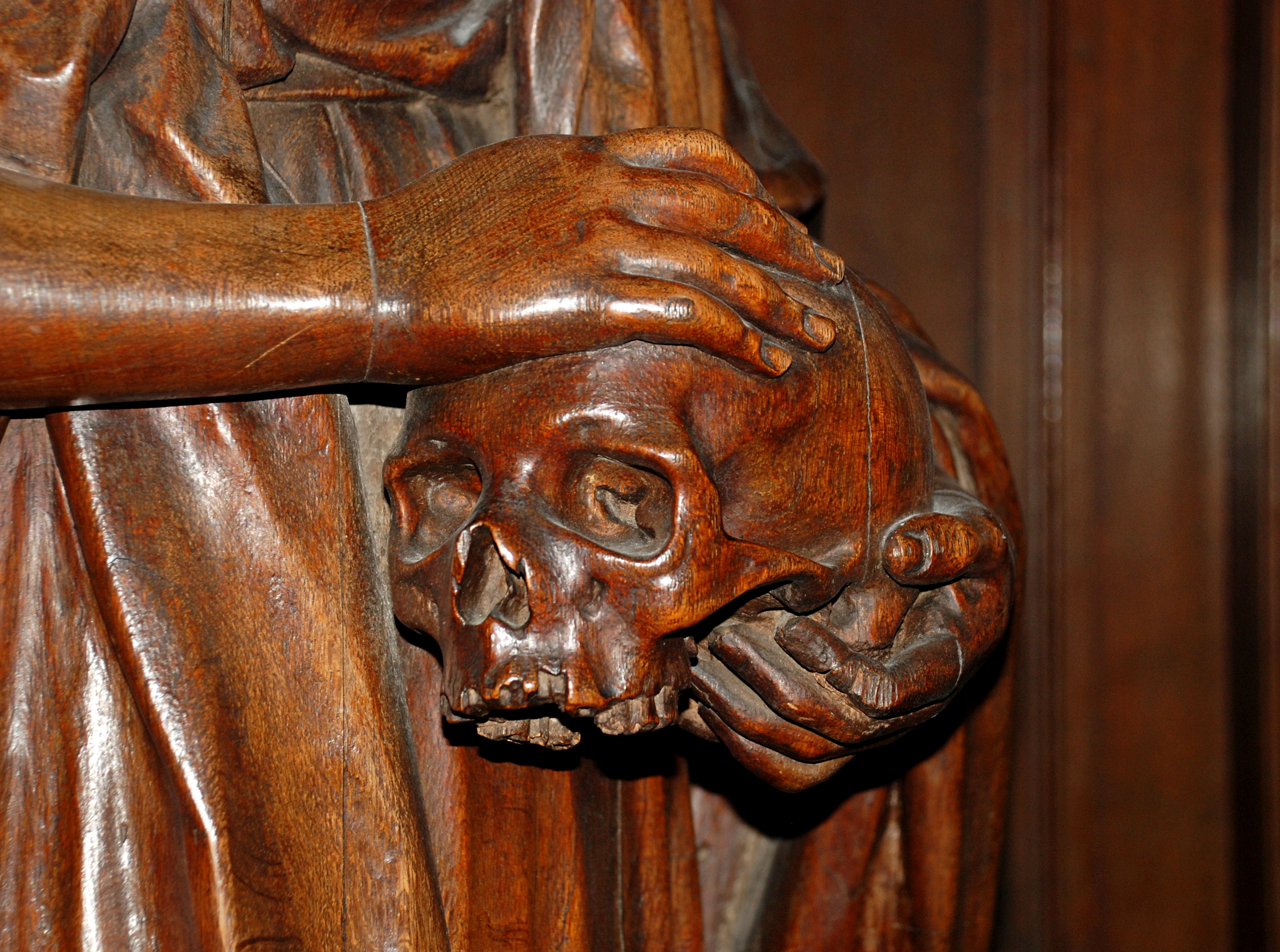
La tête de mort devant laquelle Marie Madeleine médite (détail d'un confessionnal).

### Possession
À la fin du XIe siècle, les comtes de Louvain font don des revenus de l'église d'Asse à l'abbaye d'Affligem récemment créée. L'église reste entre les mains des moines bénédictins de l'abbaye (qui en assure les services pastoraux) jusqu'en 1533, date à laquelle elle est donnée par l'abbé Carolus de Croy au Collège du pape à Louvain, situation inchangée jusqu'à la fin de l'Ancien Régime. Après la Révolution française, l'église passe sous la juridiction de l'archidiocèse de Malines.

### Construction
Au début du XIIIe siècle, l'abbaye d'Affligem érige probablement une église romane tardive avec transept et tour de croisée, dont on suppose qu'elle remplace un édifice religieux de l'époque carolingienne. Dans la seconde moitié du XIIIe siècle, un vaisseau à trois nefs de style gothique est ajouté au transept,. 
La tour de croisée est rehaussée vers 1375 (après un incendie survenu en 1356). À la charnière des XIVe et XVe siècles, le chœur rectangulaire du XIIIe siècle est remplacé par un chœur de style gothique brabançon,.
Durant la première moitié du XVe siècle, le transept sud est surélevé et prolongé par un portail.
Vers 1630, les collatéraux sont refaits, tant à l'extérieur (où ils reçoivent de nouveaux murs et contreforts) qu'à l'intérieur (où ils reçoivent des voûtes sur croisées d'ogives), et, en 1637, le plafond en bois de la nef est remplacé par la voûte actuelle.
Lors d'un incendie survenu en 1684, les voûtes de la nef, le clocher et la toiture du chœur sont détruits : la réparation des voûtes de la nef est effectuée en 1705.
En 1719, la chapelle latérale qui flanque le chœur au sud, qui n'avait à l'origine qu'une seule travée, est prolongée d'une deuxième travée et d'une abside à trois pans de style gothique,.
En 1867, la façade occidentale est démolie et reconstruite sous la direction de l'architecte Ed. Serrure afin de prolonger la nef de deux travées vers l'ouest,.
Enfin, la tour de croisée, qui remonte à l'époque romane, reçoit un couronnement néogothique au début du XXe siècle.

### Classement
L'église est classée comme monument historique depuis le 8 mars 1940 et figure à l'inventaire du patrimoine immobilier de la Région flamande sous la référence 76674.

## Architecture extérieure
L'église décanale Saint-Martin d'Asse est érigée en grès du pays,.

### Les façades
À l'ouest, l'église présente une façade compartimentée en trois parties par de hauts contreforts.
La partie centrale est percée d'un sobre portail ogival surmonté d'une grande baie ogivale dont le remplage est surmonté d'un fleuron au-dessus duquel on trouve un oculus orné d'une rosace.
Chacune des parties latérales de cette façade est ornée d'une niche aveugle surmontée d'un oculus à rosace.
La façade méridionale de la nef, soutenue par de massifs contreforts, est percée de huit fenêtres dont le remplage est sommé tantôt d'une rosace, tantôt de deux motifs trilobés.

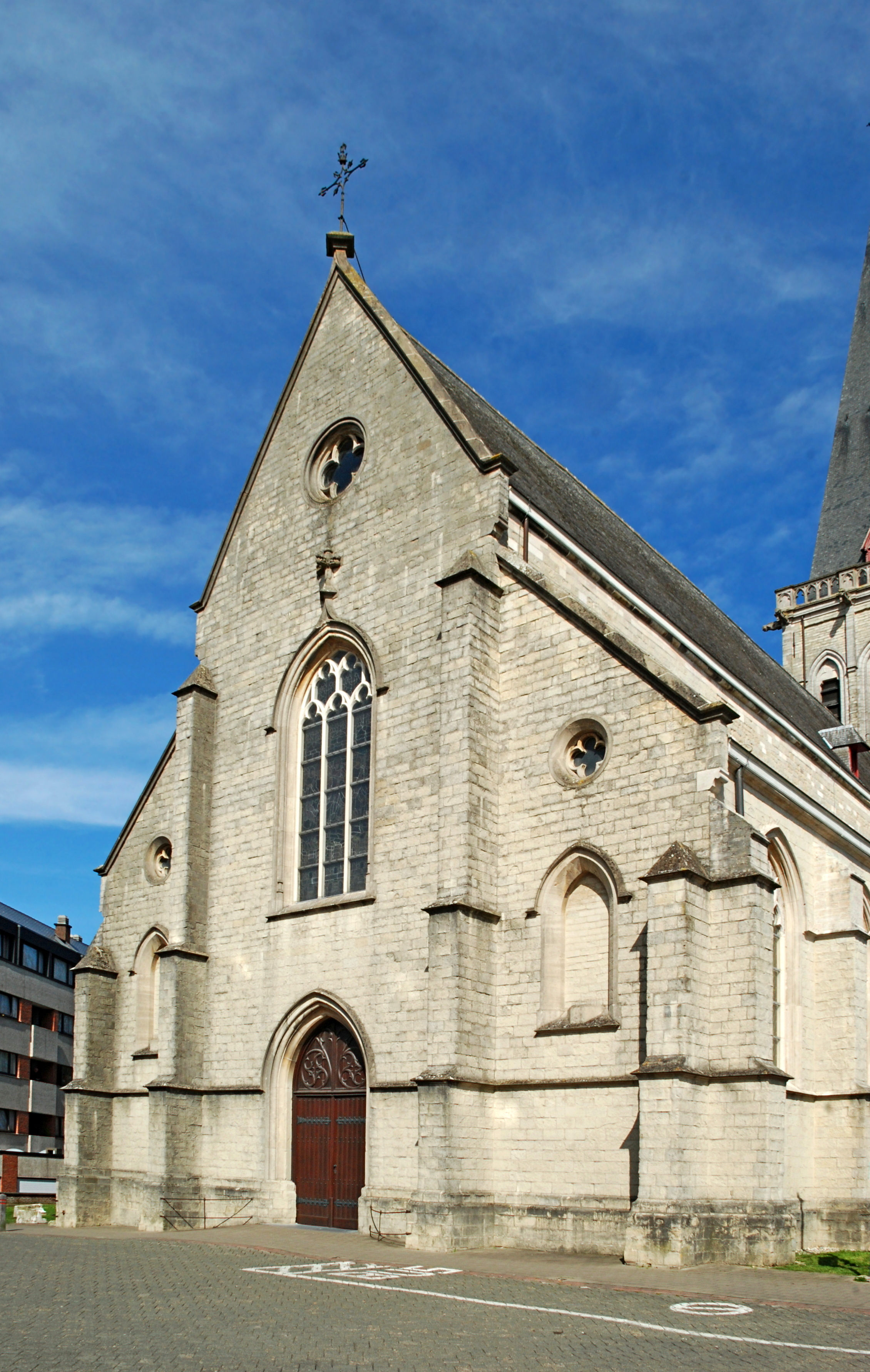
La façade principale.
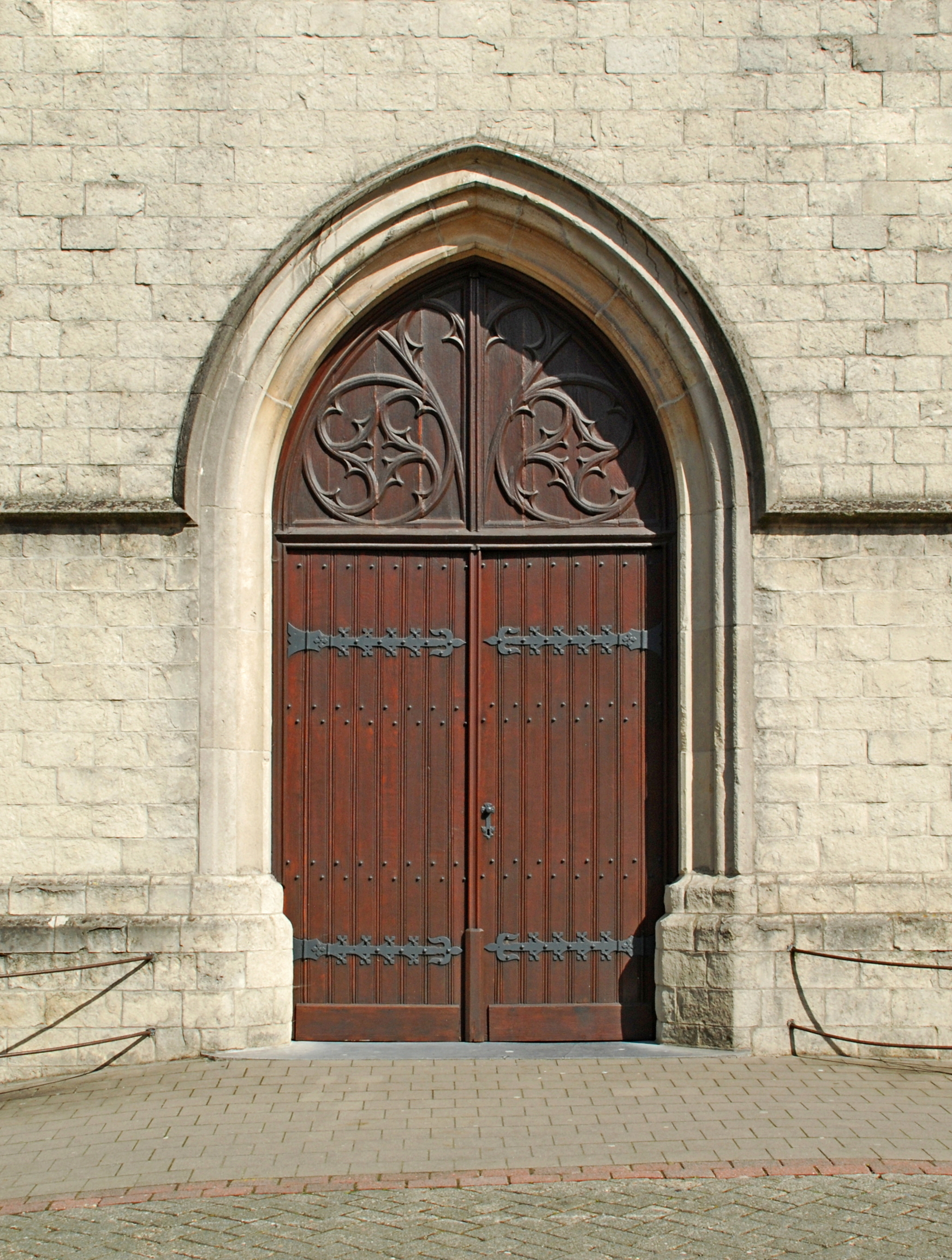
Le portail ouest.
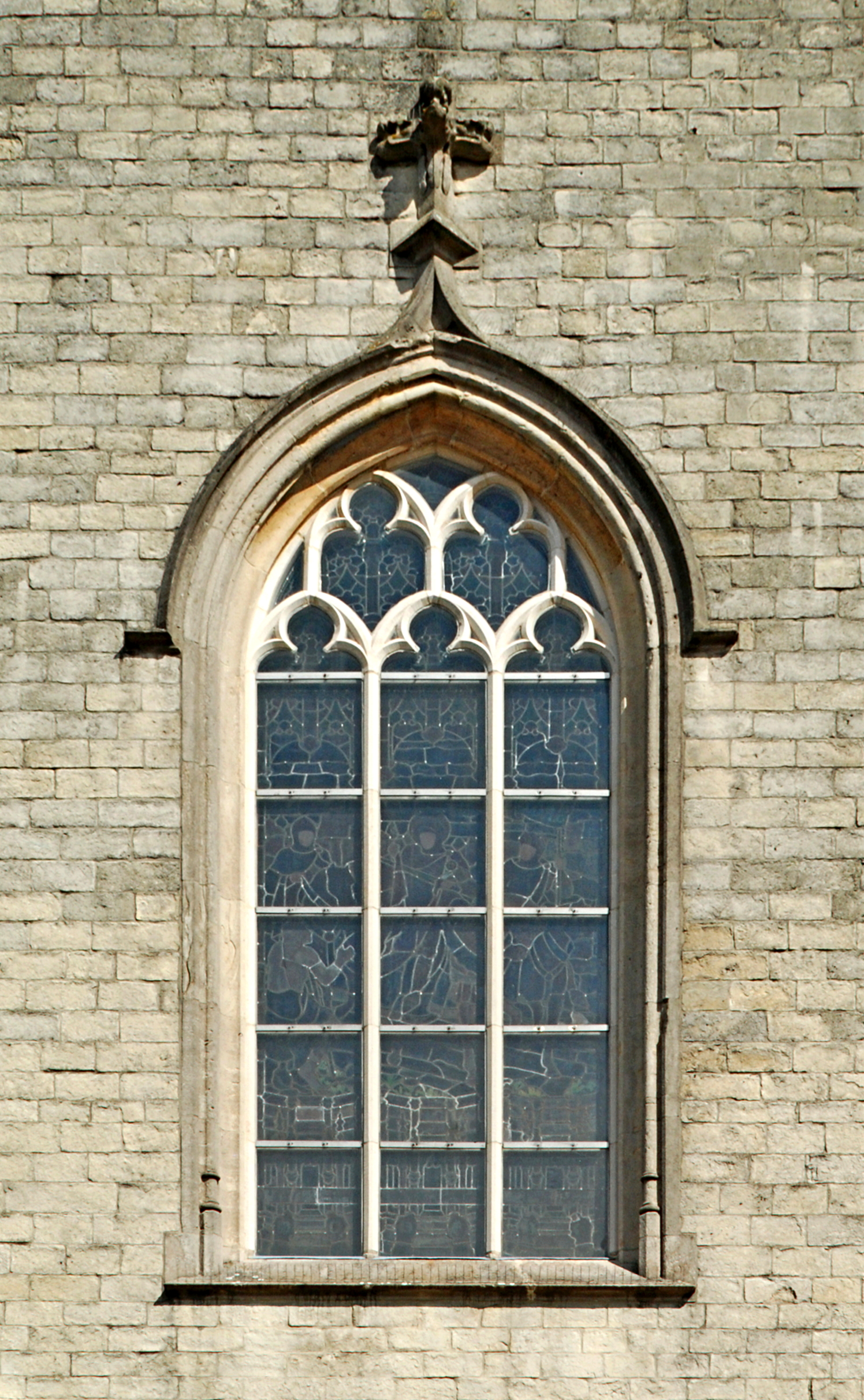
Baie de la façade ouest.
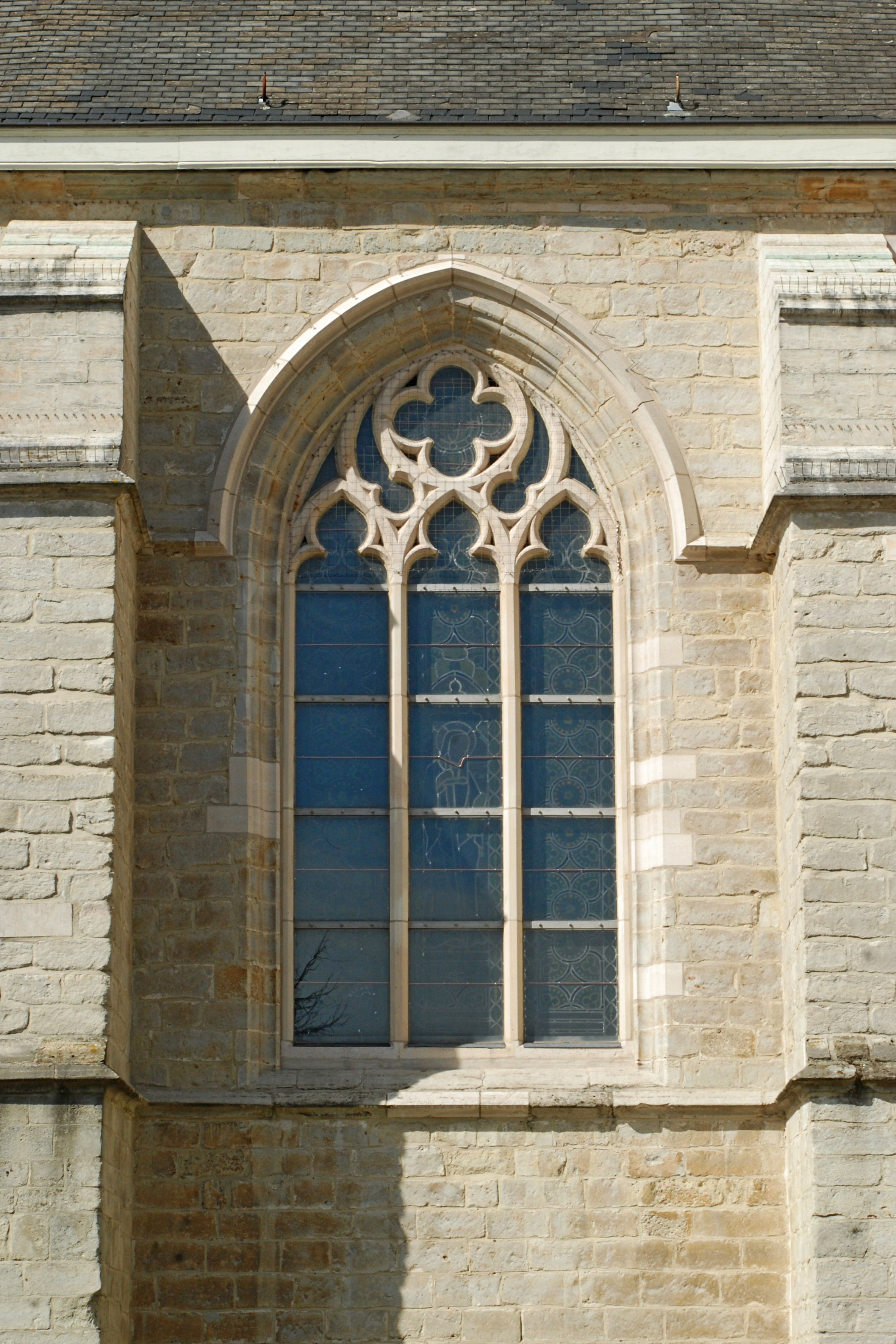
Baie de la façade sud.

### Le transept et la tour de croisée
Le bras sud du transept, dont le pignon est percé d'une galerie aveugle et richement décoré, est flanqué d'une tourelle d'escalier percée de meurtrières et de contreforts surmontés de pinacles. Il présente encore une fenêtre ronde héritée de l'édifice roman.
Il est précédé d'un portail hors-œuvre disposé en oblique par rapport au bras du transept, probablement pour être dans l'axe de la rue de l'Église qui mène à la place du Marché.
La croisée du transept est surmontée par un beau clocher carré qui remonte à l'époque romane, mais qui a reçu un couronnement néogothique au début du XXe siècle. Cette tour de croisée est percée sur chaque face de trois hautes baies campanaires ogivales à abat-sons.
L'étage des cloches est souligné d'une élégante arcature et surmonté de gargouilles et d'une balustrade de style ogival.

### Le chevet
À l'est, l'église se termine par un chevet composé de deux travées de chœur et d'une abside à trois pans, couvertes d'ardoises. Il est percé de cinq hautes baies ogivales au remplage élégant, qui alternent avec de hauts contreforts sommés de gargouilles et de pinacles.

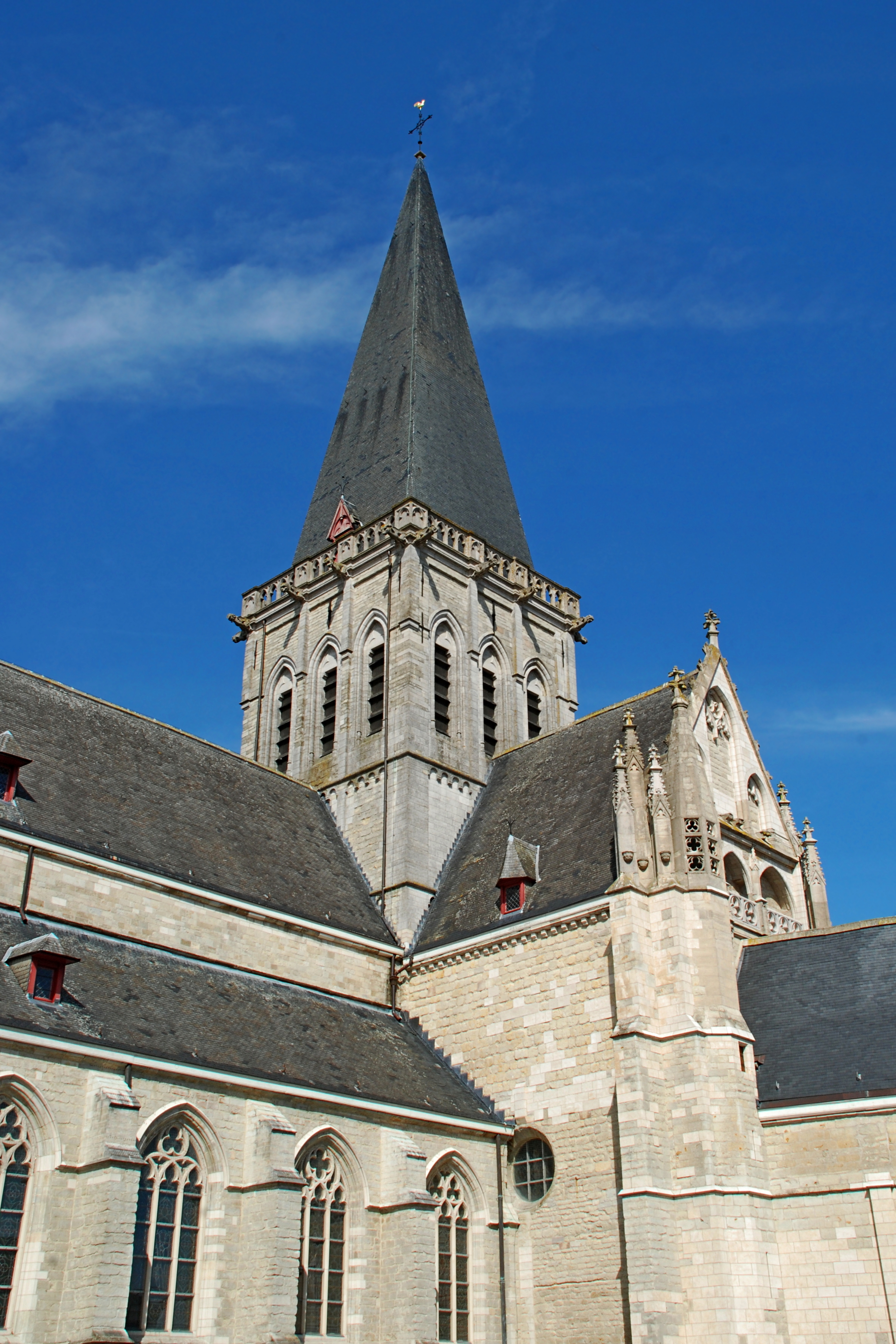
La tour de croisée.
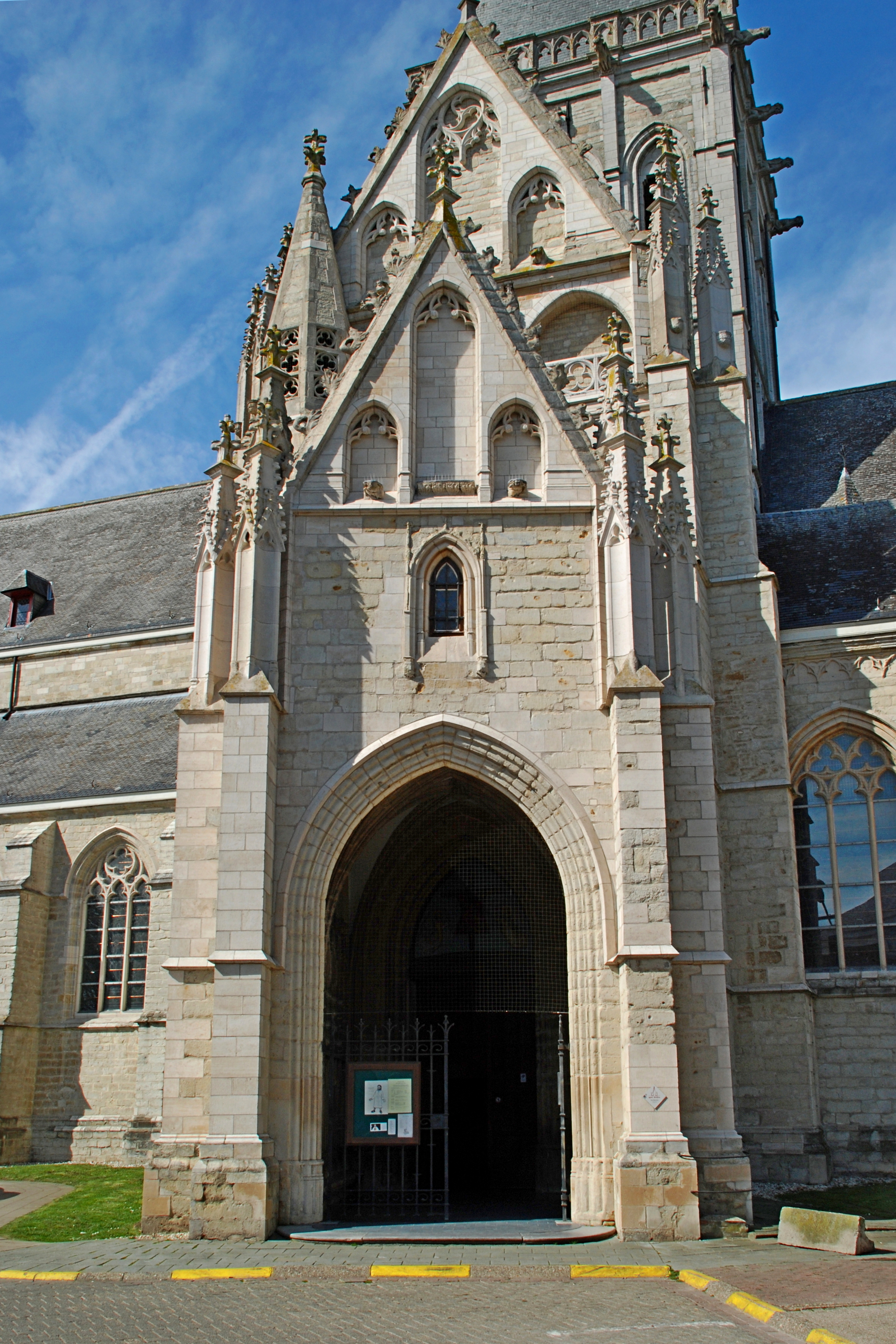
Le portail sud.
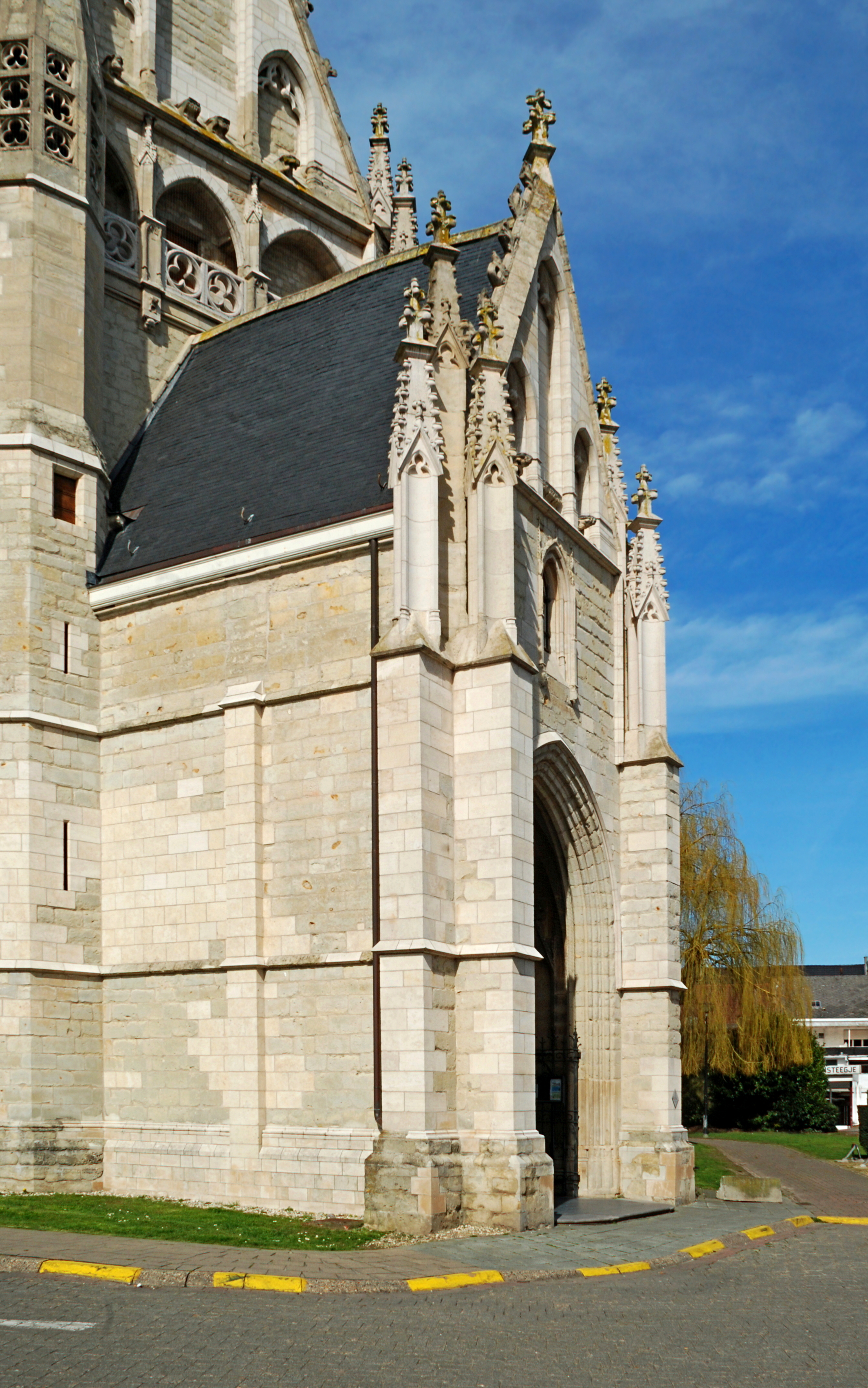
Le portail sud.
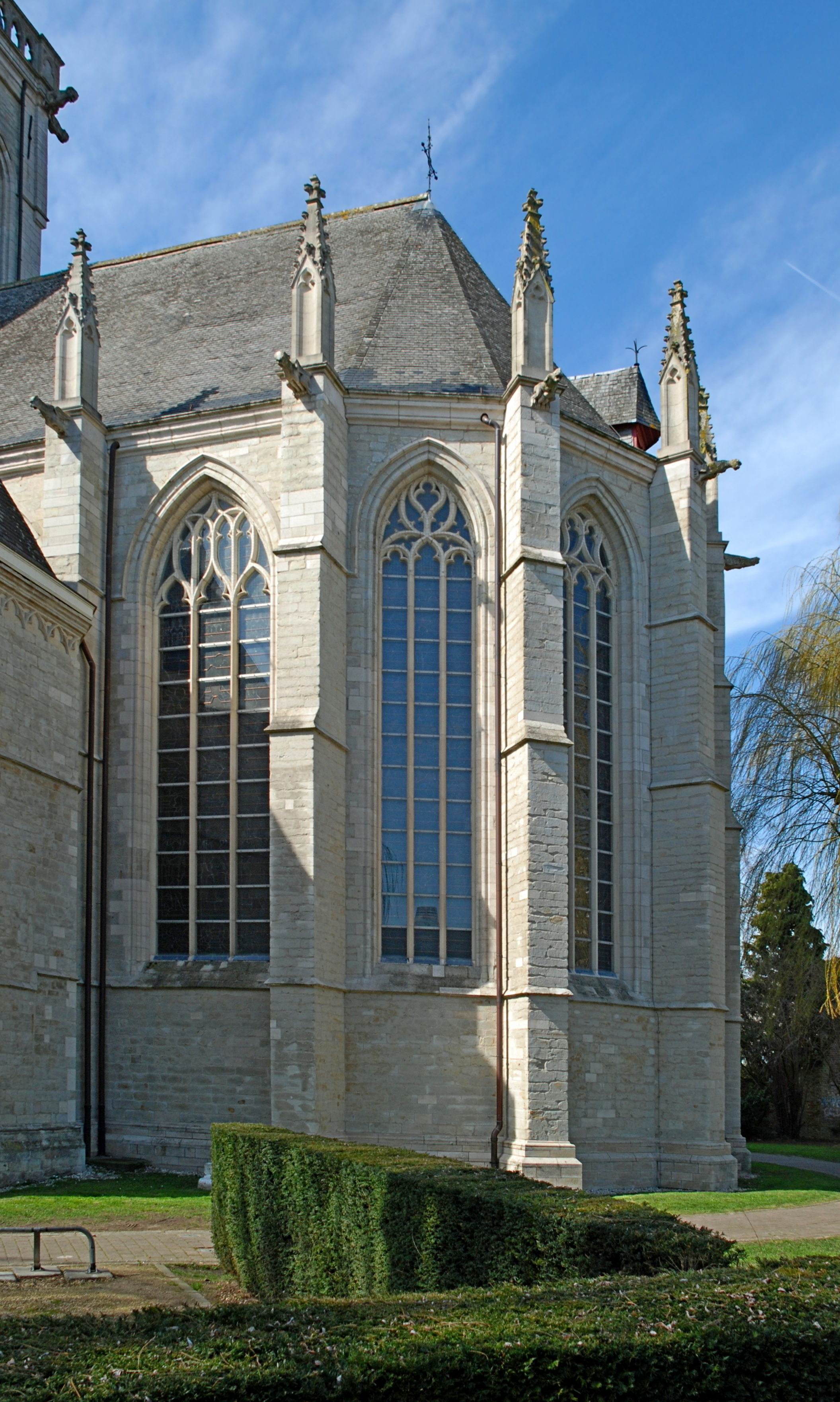
Le chevet.

## Architecture intérieure

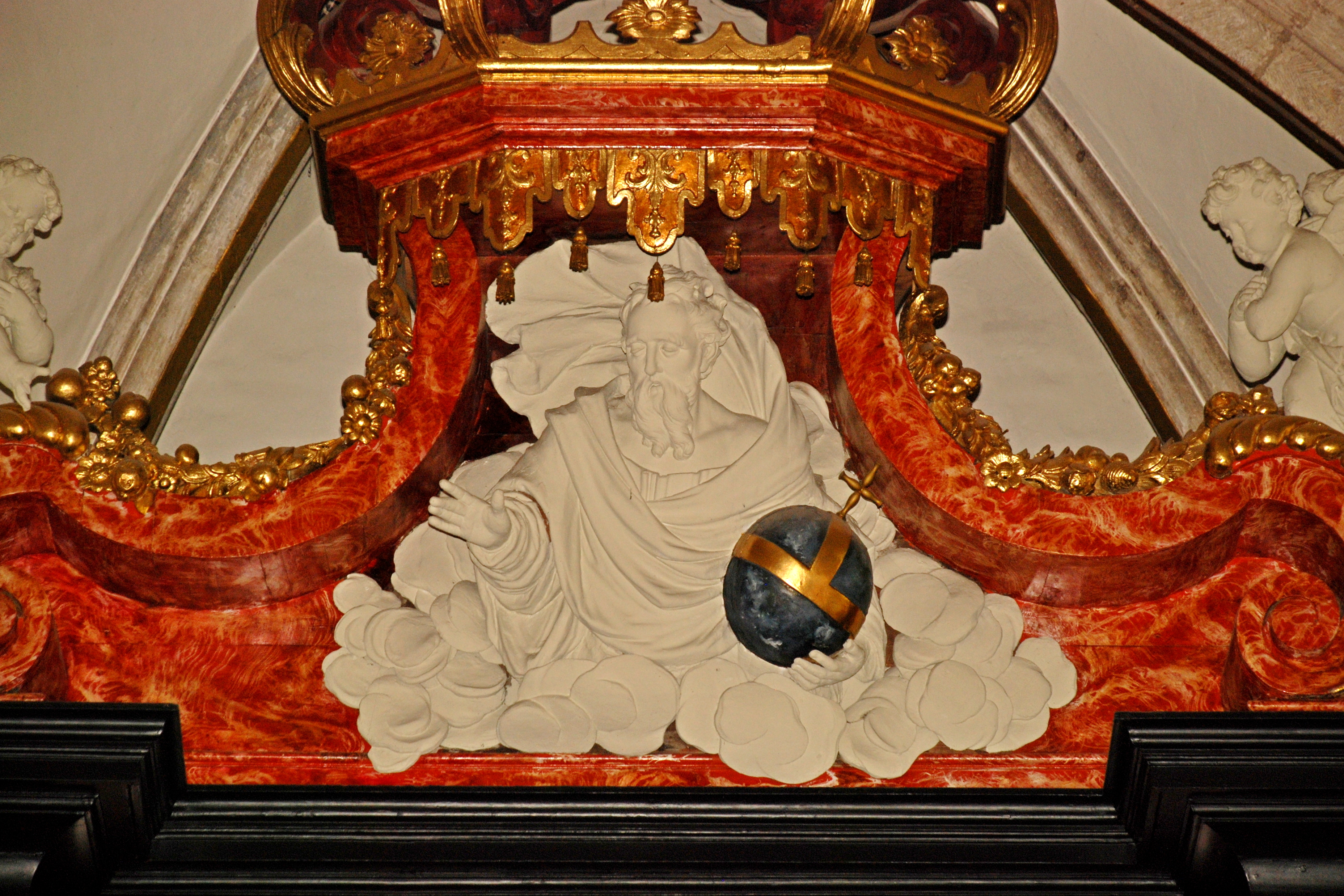
Détail de l'autel baroque de la chapelle de la Sainte-Croix.

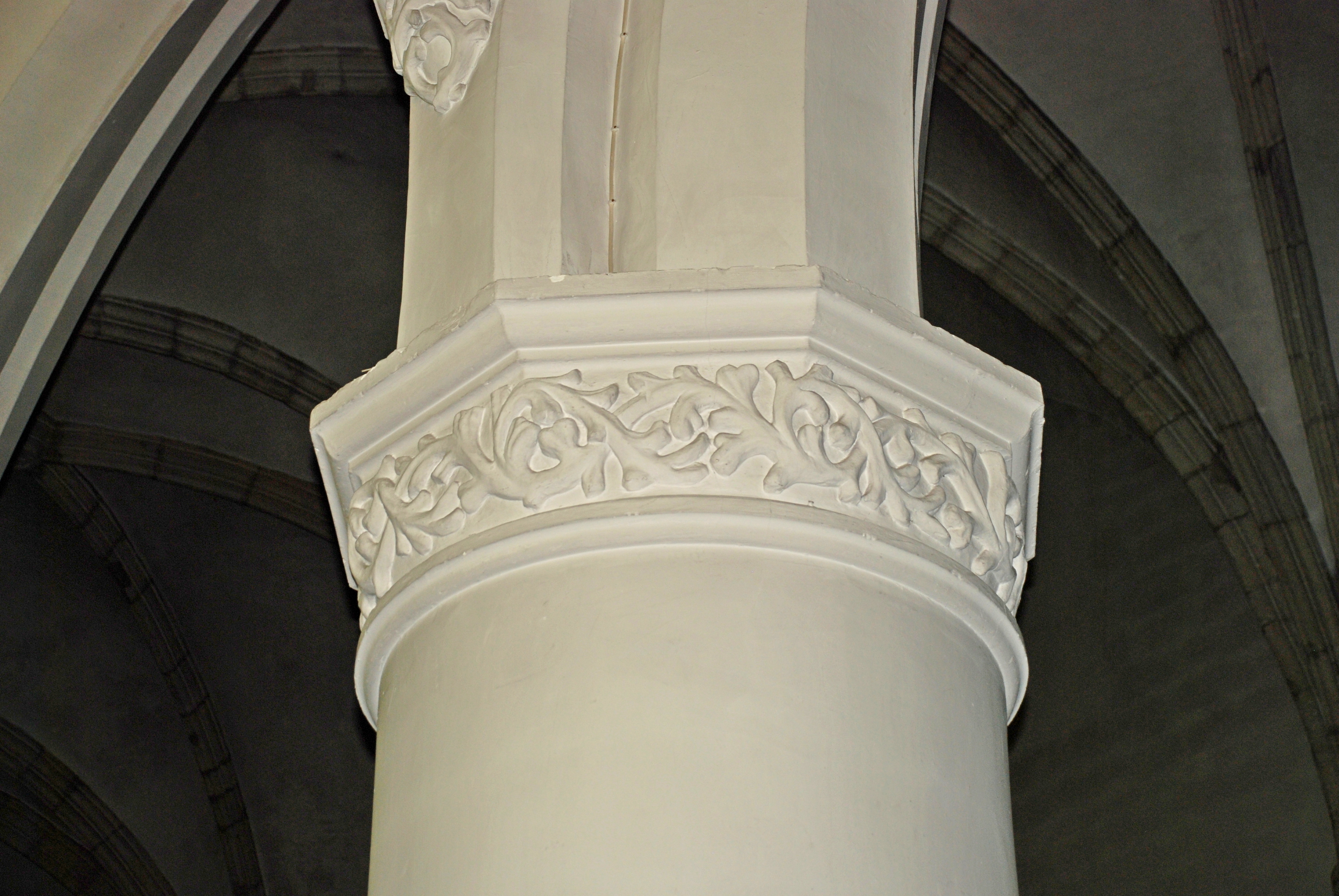
Chapiteau de la nef.

Le vaisseau est divisé en trois nefs. La nef centrale, couverte d'une voûte sur croisées d'ogives, est séparée des collatéraux par d'épais piliers ronds surmontés de chapiteaux octogonaux ornés de feuillages stylisés. Les piliers, leurs arcs, le haut des murs de la nef et la voûte sont peints en blanc. Seuls les arcs-doubleaux et les nervures de la voûte sont en pierre.
Le chœur comporte deux travées et une abside à trois pans. Ici, rien n'est peint en blanc : l'arc triomphal, les murs, les colonnes, les arcs et les nervures de la voûte sont en pierre tandis que les voûtains sont en brique rouge. Le maître-autel de style néogothique, œuvre du sculpteur Leopold Blanchaert réalisé en 1892-1895 d'après un projet du baron Jean-Baptiste Bethune (protagoniste important de l'art néogothique en Belgique), comprend un retable orné de scènes peintes par Adrien Hubert Bressers illustrant la vie de saint Martin,,.
La chapelle de la Sainte-Croix, qui donne sur le transept sud, abrite un immense autel de style baroque réalisé par August de Kinder en 1719,. Réalisé en bois peint imitant le marbre rouge et noir, cet autel est composé verticalement de cinq registres :
- une table d'autel dont l'antependium (devant d'autel) représente la Dernière Cène ;
- une prédelle compartimentée ;
- un retable peint représentant le Portement de croix encadré de quatre colonnes dont les chapiteaux composites dorés supportent un entablement ;
- un grand dais à volutes et à lambrequins flanqués d'angelots et encadrant la figure en stuc de Dieu le Père portant l'orbe, un globe coiffé d'une croix symbolisant sa domination sur le monde ;
- un petit dais doré portant un globe surmonté de l'œil de la Providence, un œil figuré dans un triangle entouré de rayons de lumière.

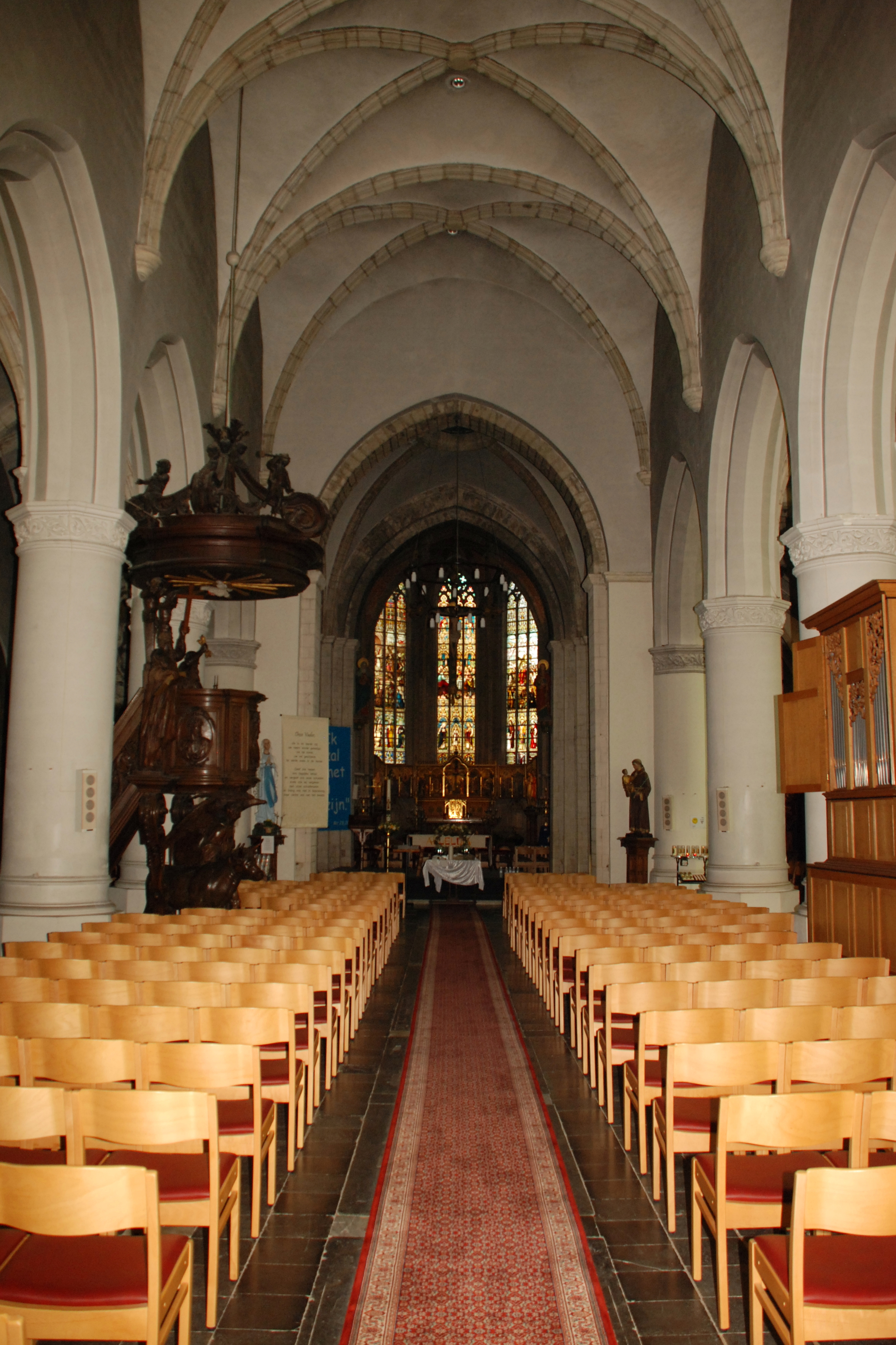
La nef.
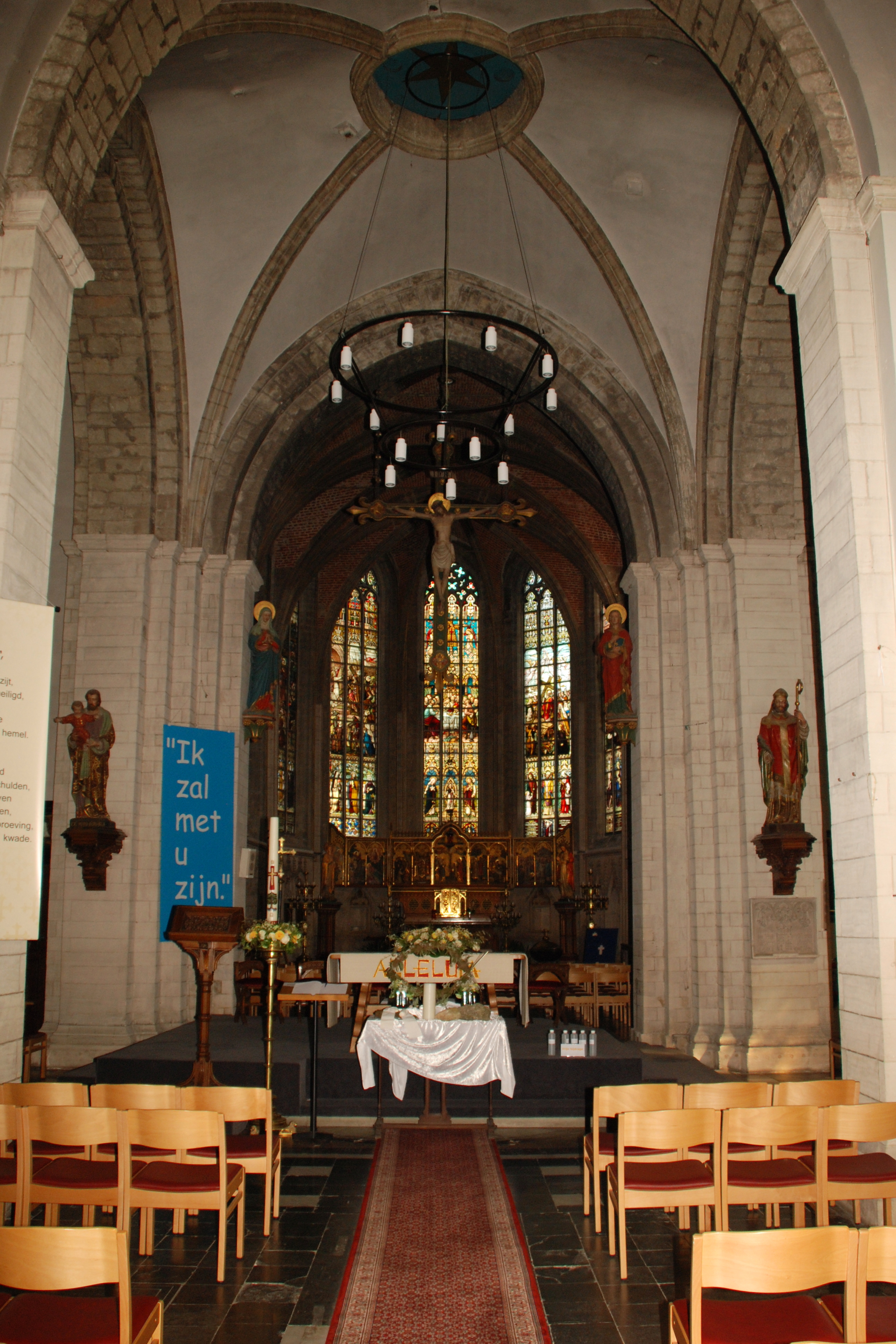
La croisée et le chœur.
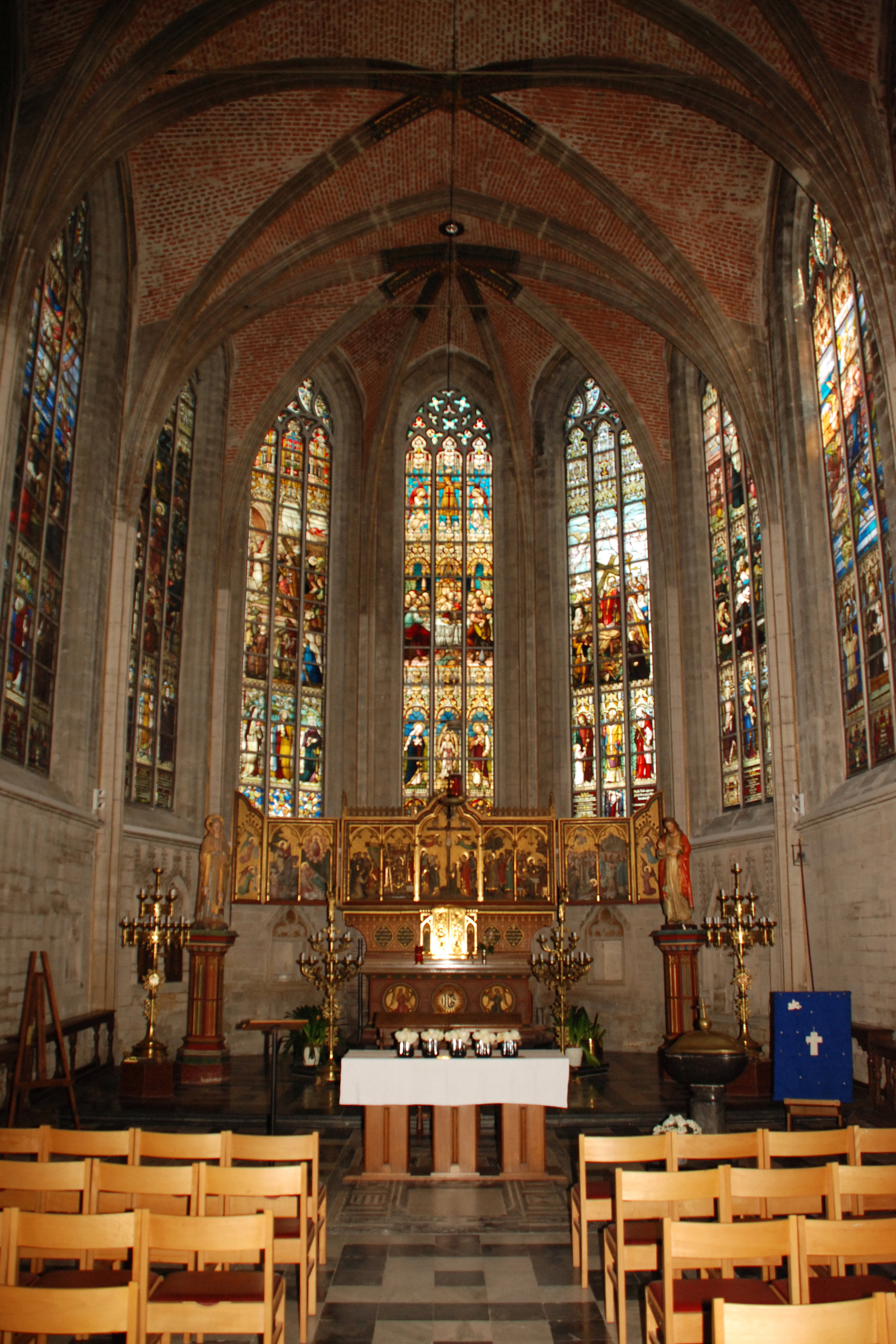
Le chœur.
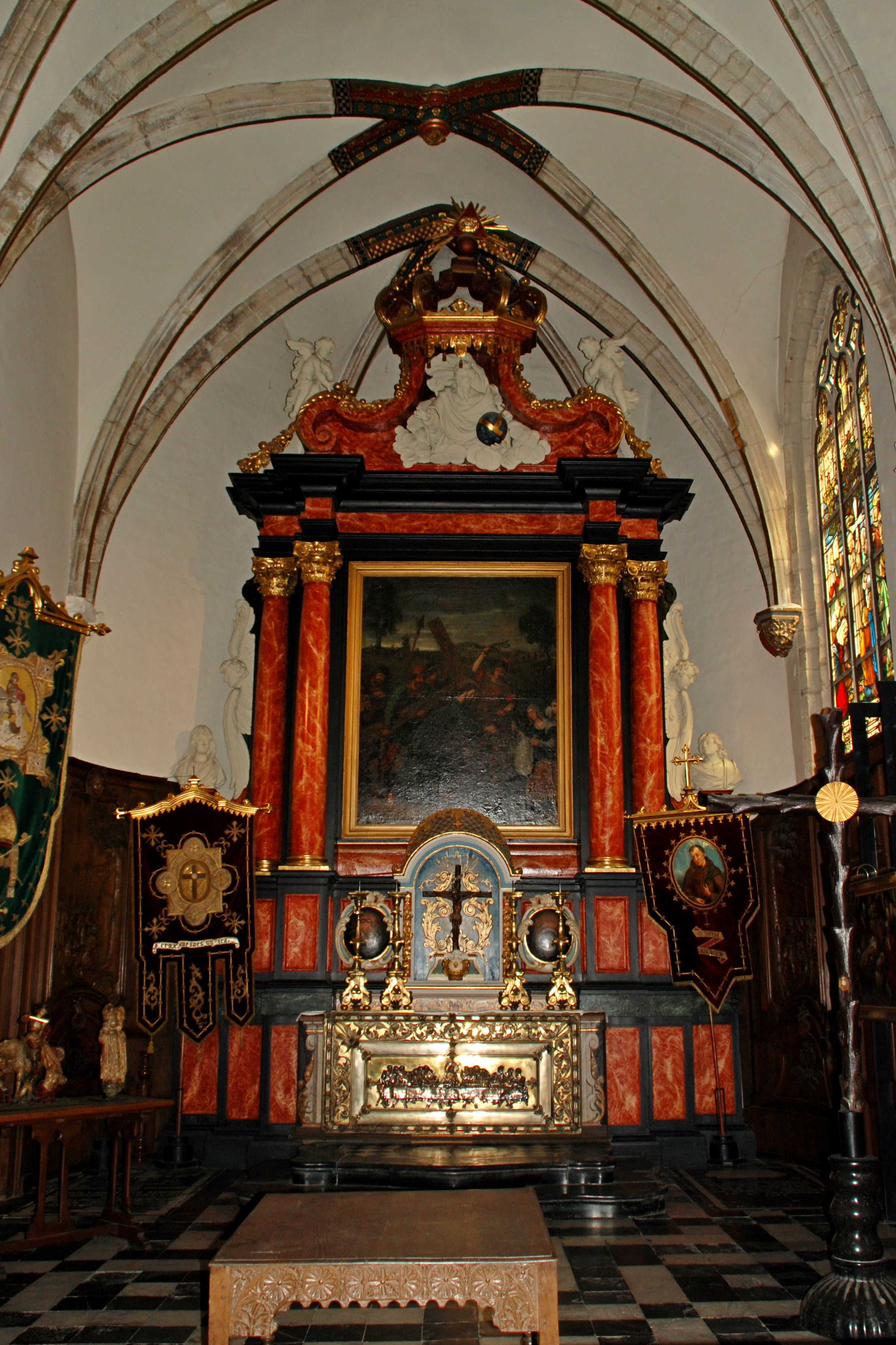
La chapelle de la Sainte-Croix.
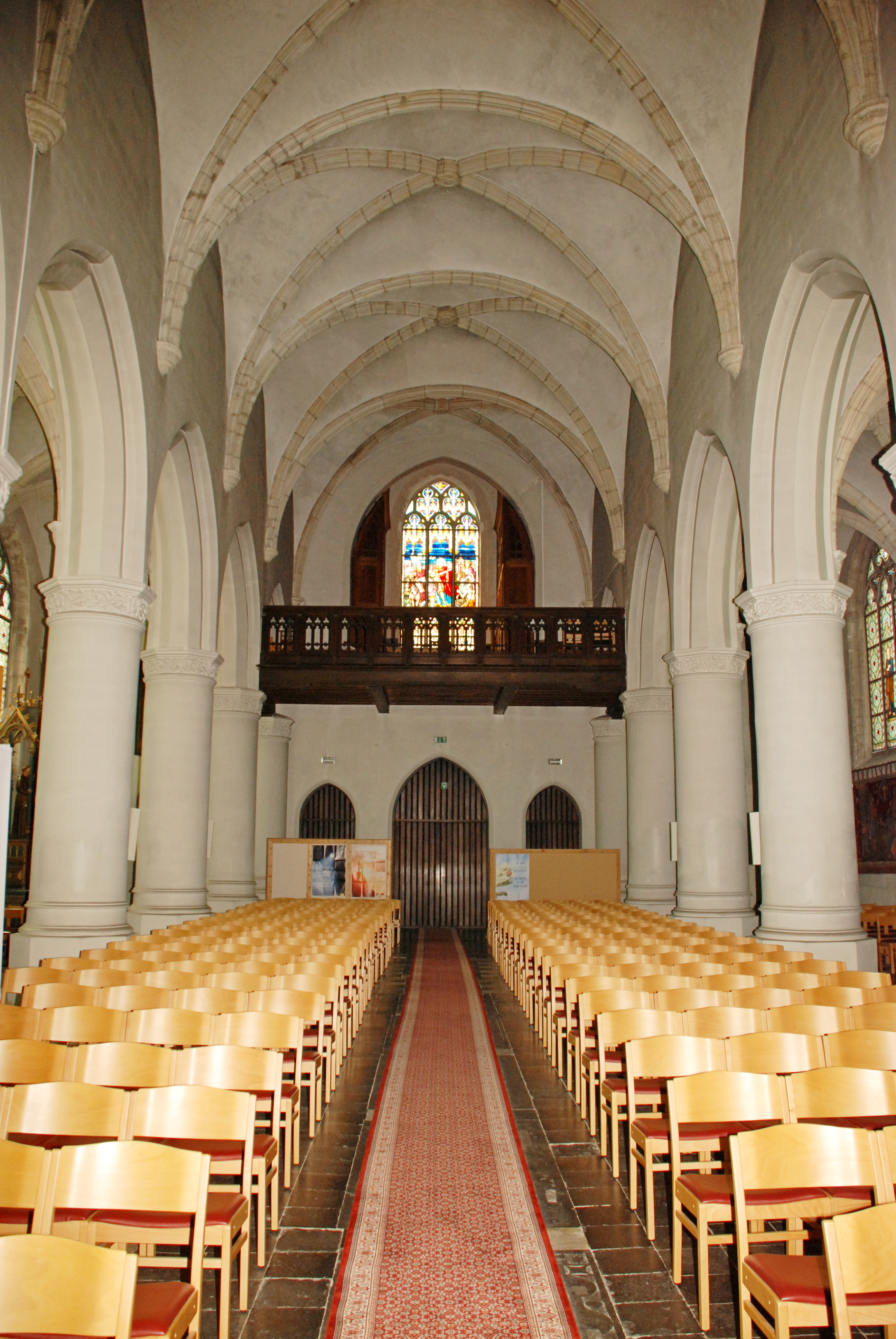
Le fond de la nef.

## Patrimoine
L'intérieur de l'église est digne d'intérêt en raison notamment de son mobilier du XVIIIe siècle.

### La chaire de vérité

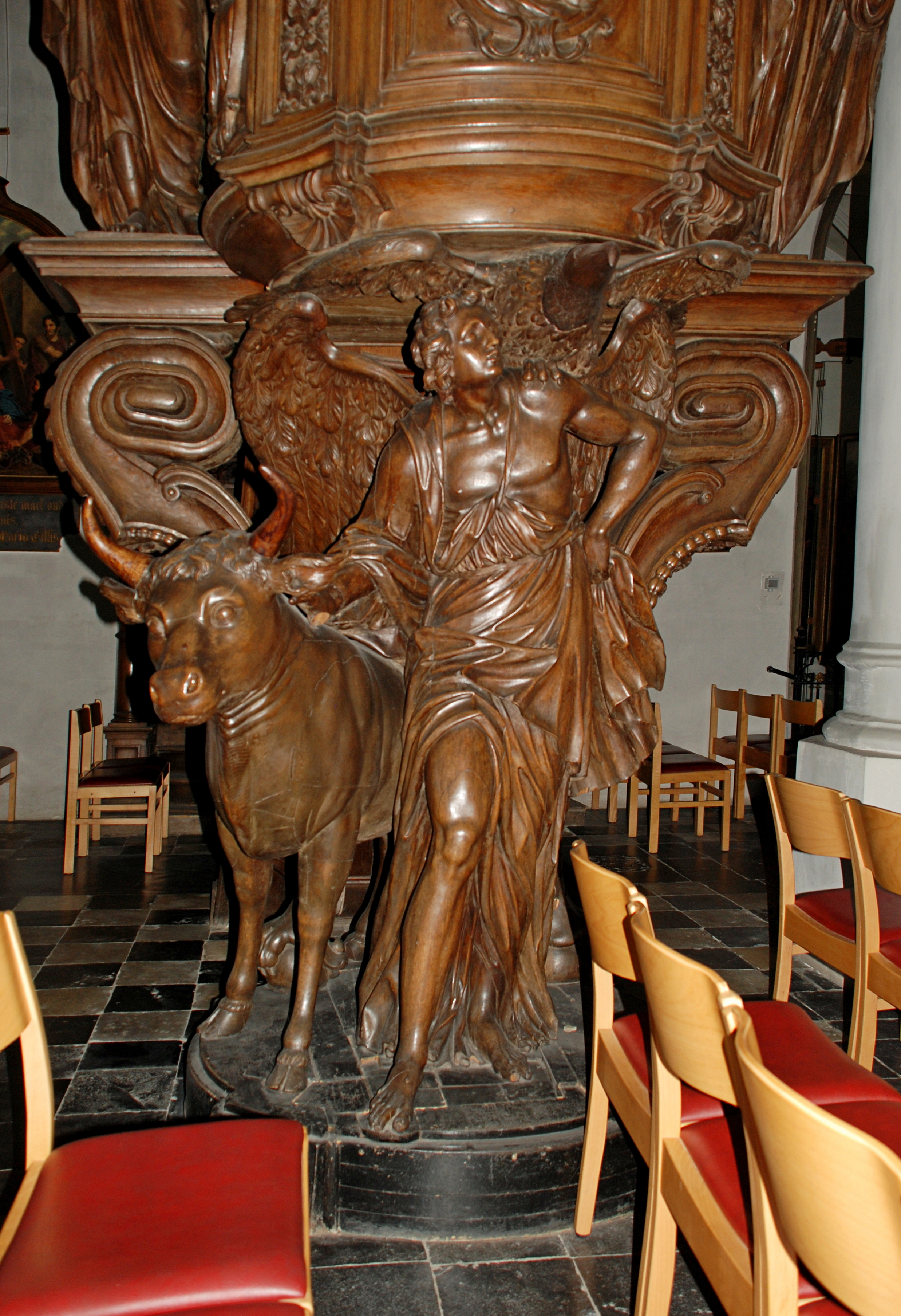
Le taureau, l'ange et l'aigle.

La nef abrite une chaire de vérité de style baroque, datant de 1732 et attribuée au sculpteur Nicolaas Roossens,. 
La chaire en bois de chêne n'est pas adossée à un pilier de la nef comme s'est souvent le cas mais est portée par un remarquable groupe sculpté composé de figures du tétramorphe : l'homme ailé ou l'ange, l'aigle et le taureau (les symboles traditionnels des quatre évangélistes). Sa cuve est décorée de panneaux sculptés et surmontée d'un abat-voix orné de la représentation du Saint-Esprit entouré de rayons de lumière.

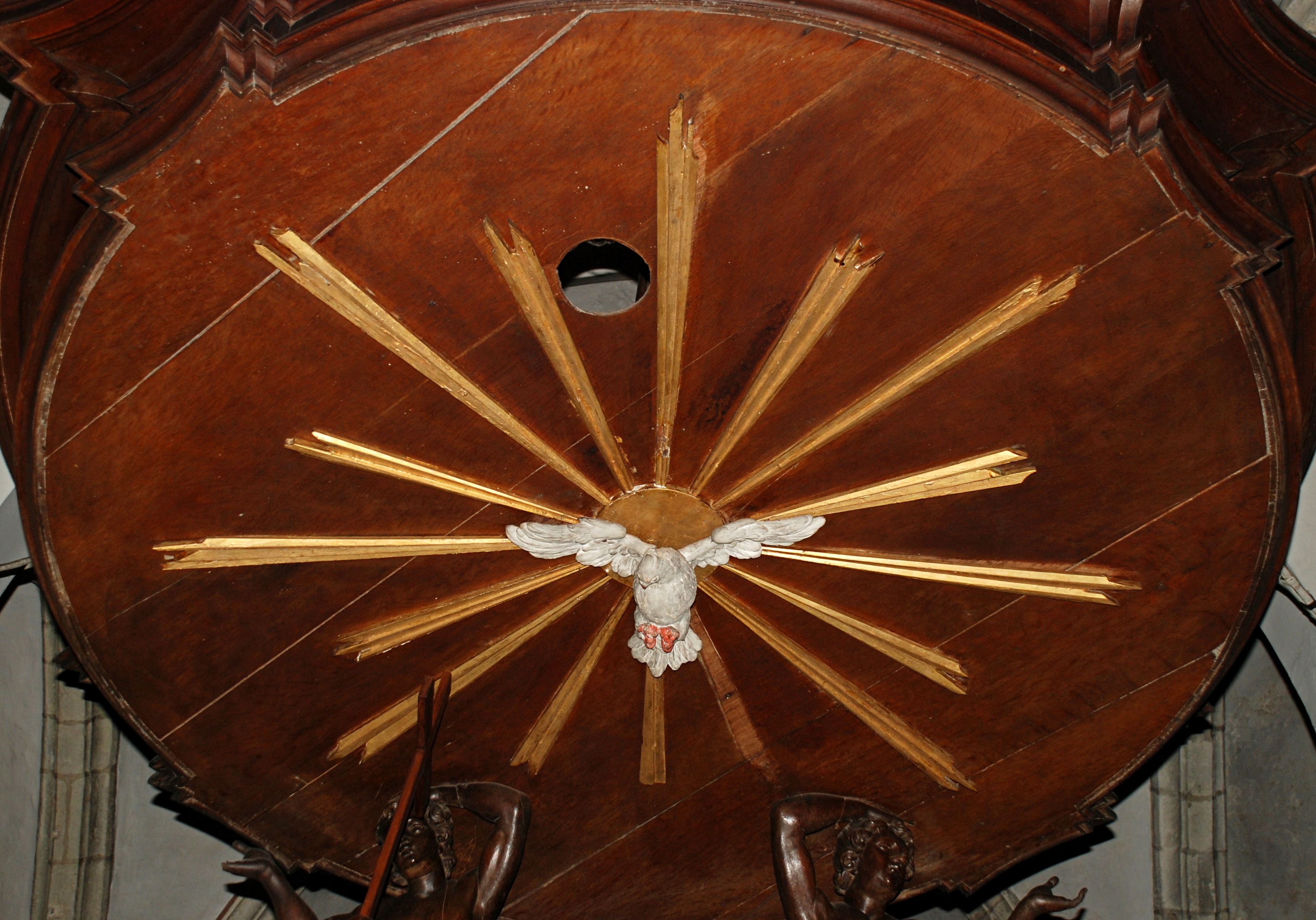
L'abat-voix.
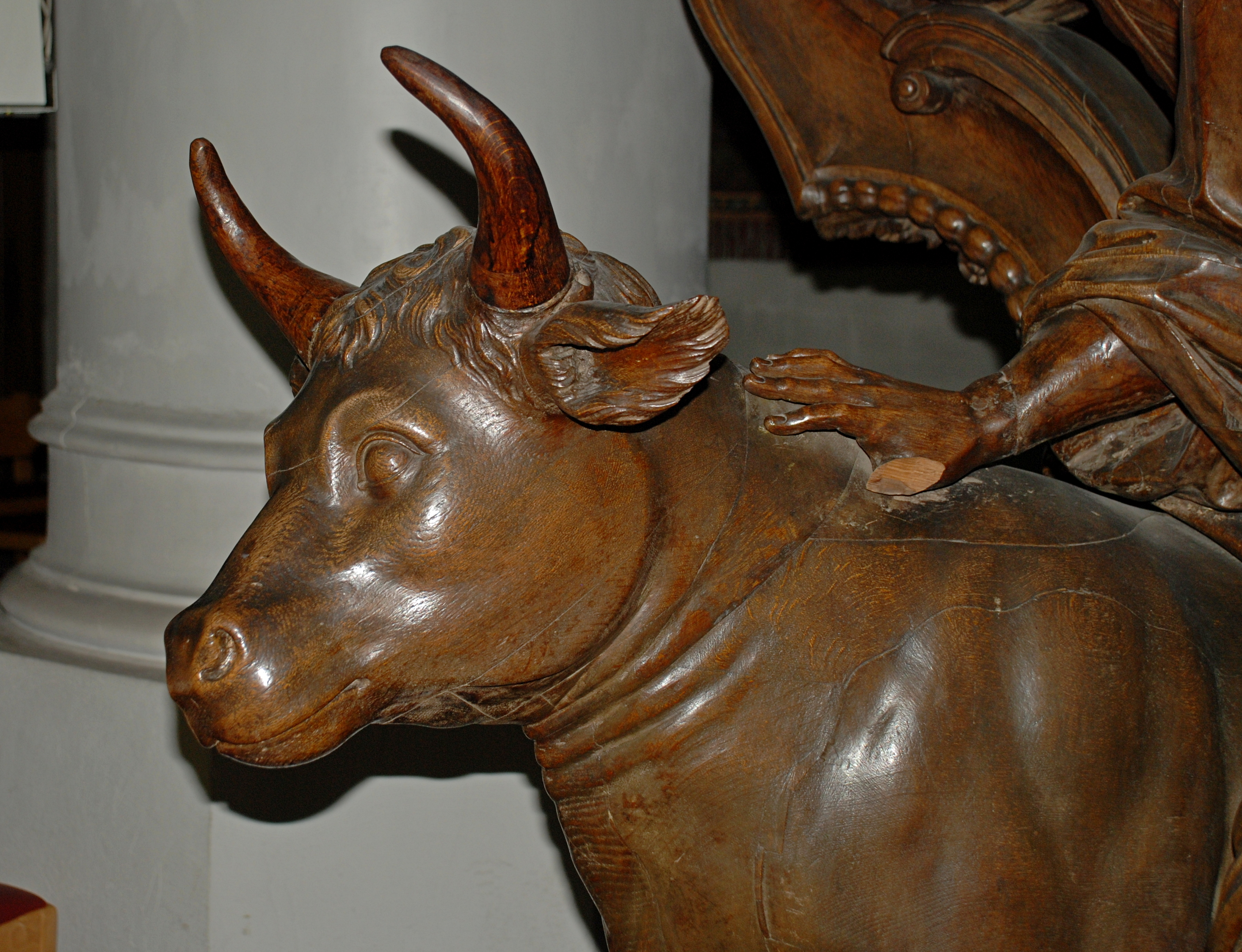
Le taureau.
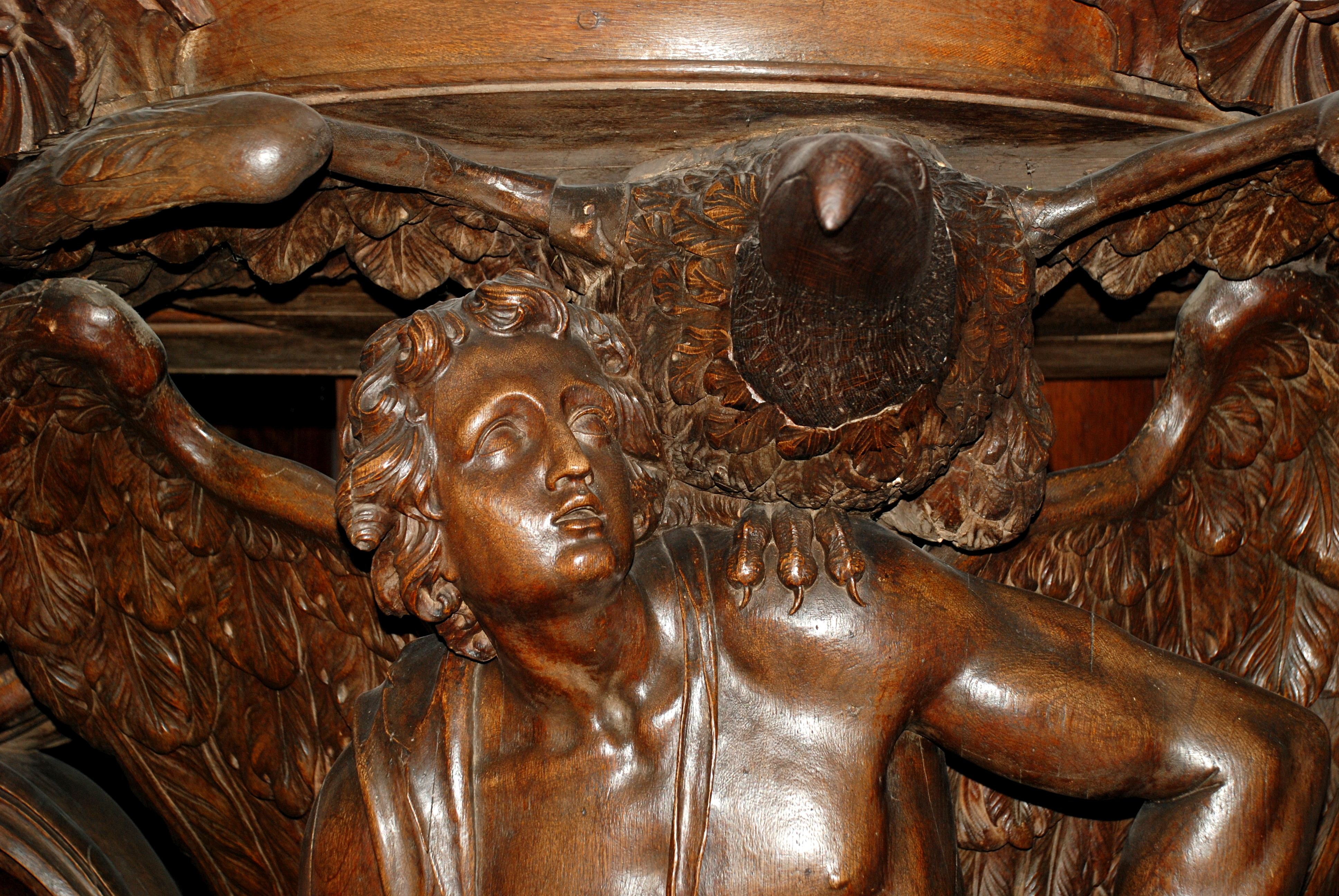
L'ange et l'aigle.

### Les confessionnaux
Les collatéraux abritent quatre confessionnaux, dont deux sont datés de 1759 et attribués à Simon-Joseph Duray (en néerlandais : Simon Jozef de Roy), et un de style Régence daté du premier quart du XVIIIe siècle.
Ces confessionnaux sont ornés de remarquables statues en chêne représentant la Vierge, Marie Madeleine (représentée avec la tête de mort) et des apôtres.

Statues ornant les confessionnaux
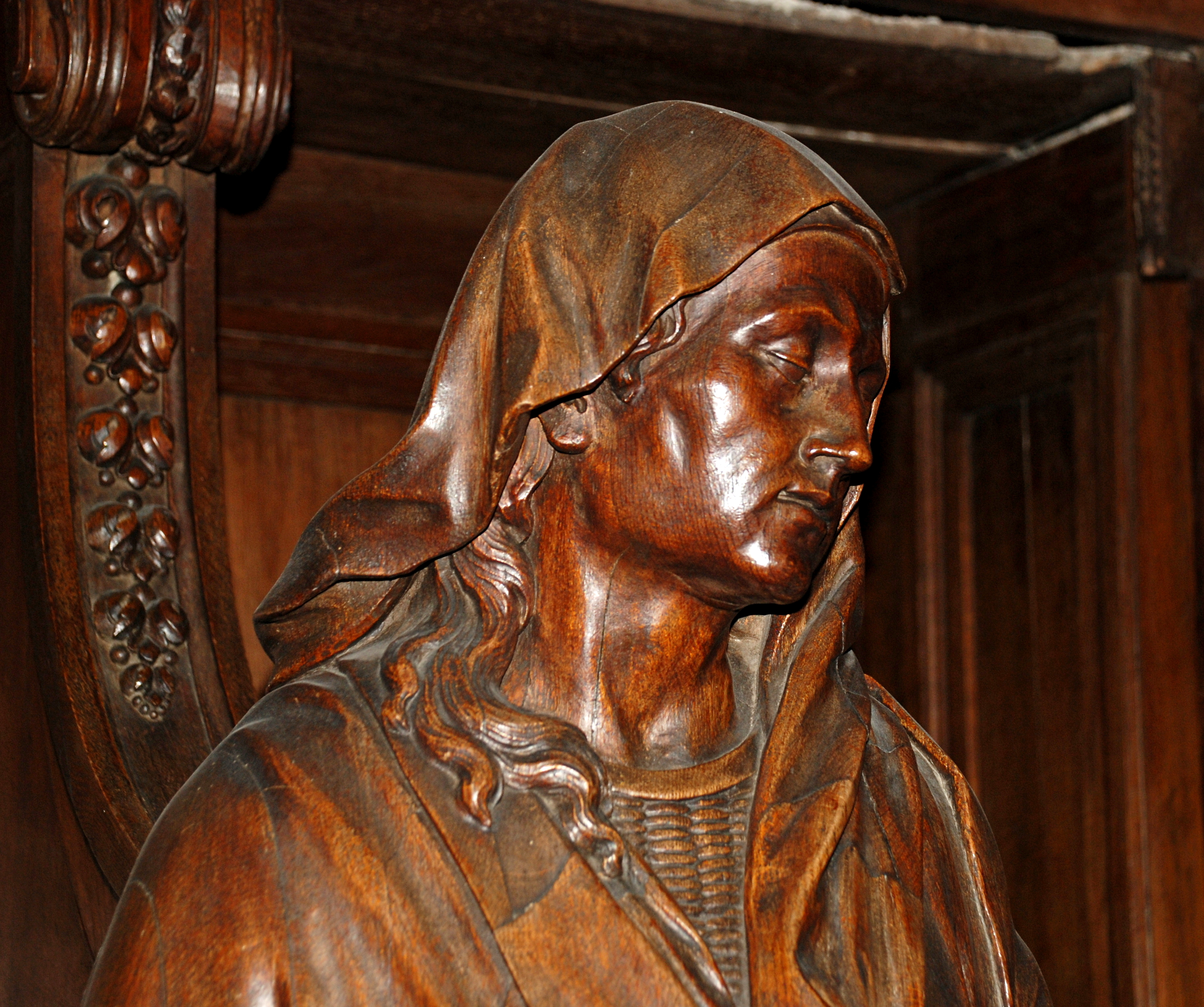
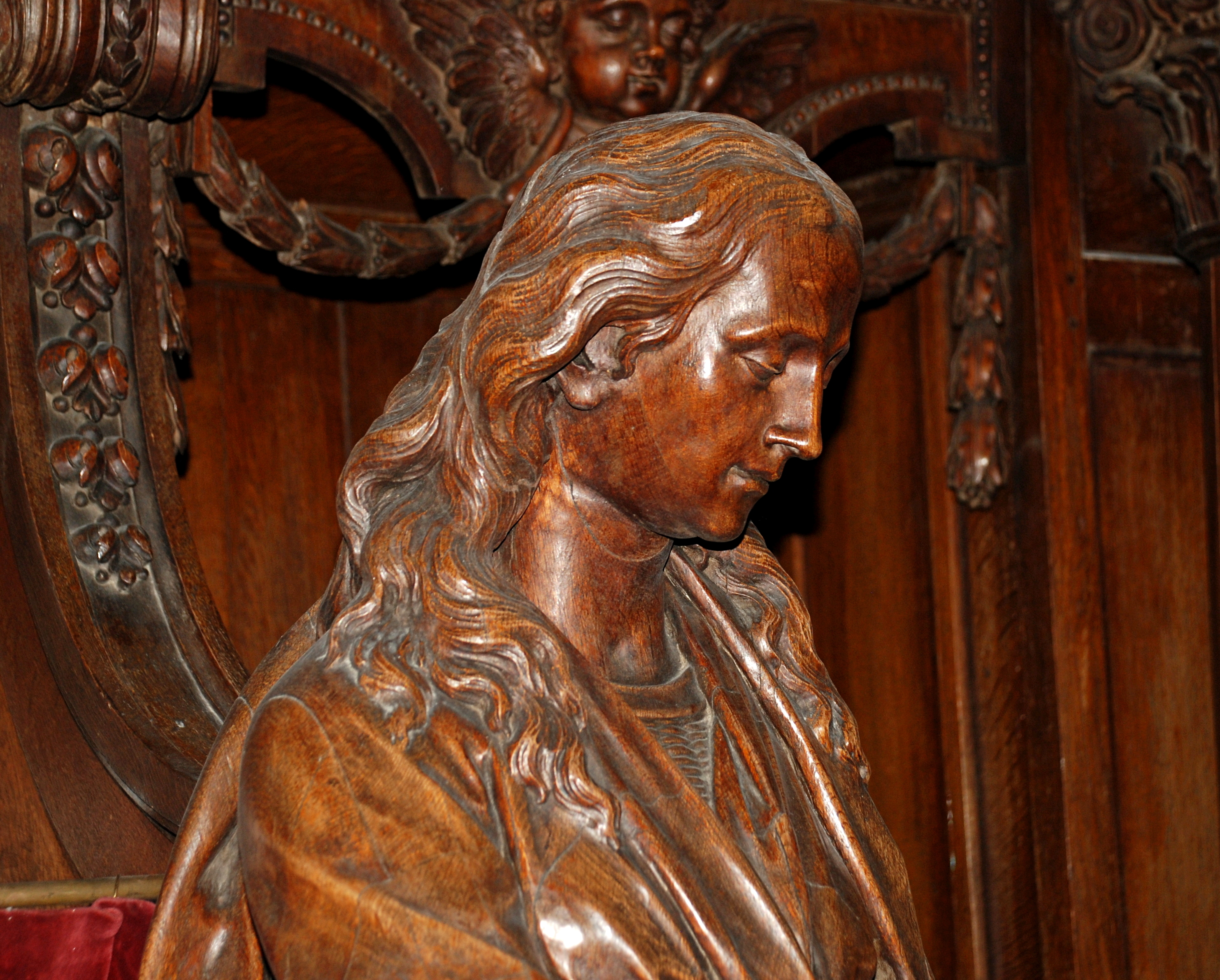
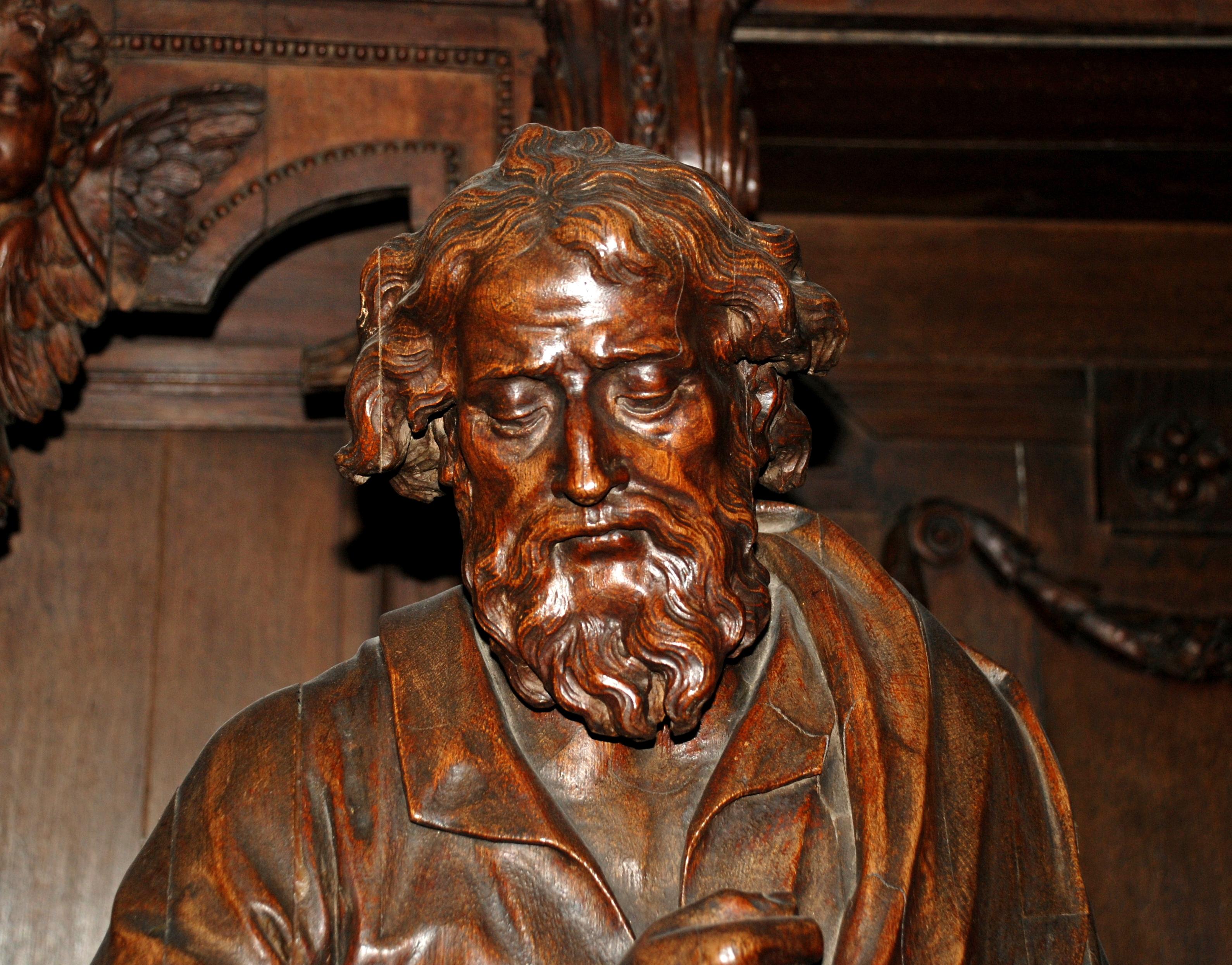
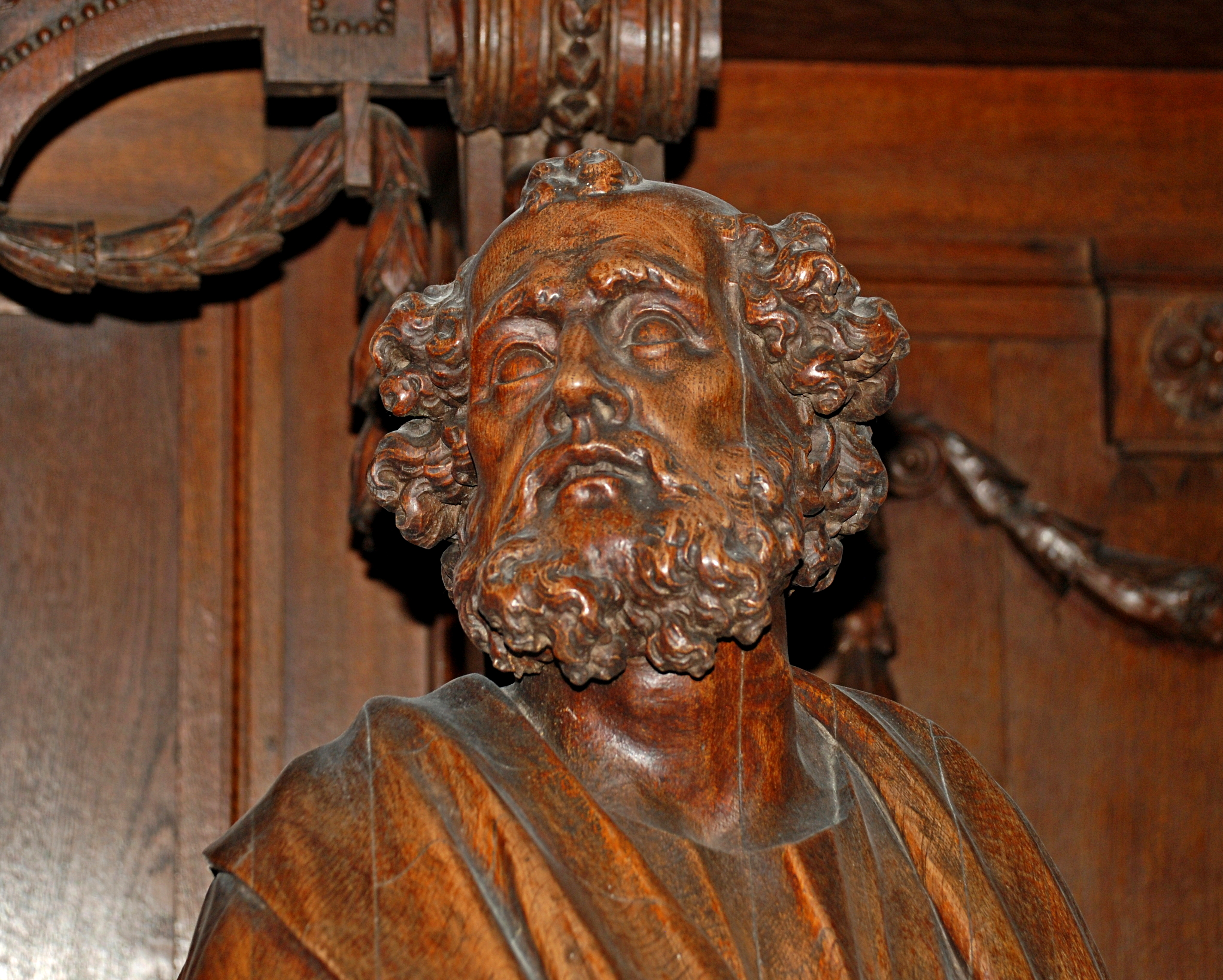